# Black Diamond (альбом Энджи Стоун)
Black Diamond — дебютный альбом американской R&B и соул-певицы Энджи Стоун, выпущенный в США 28 сентября 1999 года на лейбле Arista Records. Альбом имел коммерческий успех и принес певице большую известность.

## Об альбоме
Критик с Allmusic положительно оценил альбом, посвященный любовным отношениям. Было отмечено, что альбом звучит хорошо благодаря таланту и голосу Энджи Стоун и авторству песен, принадлежащему Ленни Кравицу и Ди Анджело. В треке «Life Story» певица рассуждает о трудностях жизни и возможностях любви, за что обозреватель сравнил её вокальную манеру исполнения с Чакой Хан, Лорин Хилл и Робертой Флэк. Похвалил сайт и композицию «No More Rain (In This Cloud)», окрестив её «замечательным синглом», а звучание песен «Man Loves His Money» и «Love Junkie» такое же привлекательное, как у любой песни Принса, благодаря «интересным» гитарным соло и басовым партиям.  В своем альбоме Энджи Стоун представила смесь R&B, рока и рэпа, что обязательно должно привлечь поклонников этих жанров, а также других музыкальных стилей.
Продюсерами альбома выступили: Ди Анджело, Али Шахид Мухаммад, Рекс Райдаут, Фил Темпл, сама Энджи Стоун, DJ U-Neek и многие другие. С альбома вышли три сингла: «No More Rain (In This Cloud)», «Everyday» и «Life Story».
2 февраля 2000 года диск получил золотой сертификат от Американской ассоциации звукозаписывающих компаний. По данным журнала Billboard, тираж альбома составил 73 000 экземпляров.

## Список композиций
1. «Freedom» (Intro) — 0:42
2. «No More Rain (In This Cloud)» — 4:42
3. «Green Grazz Vapos» — 4:14
4. «Everyday» — 3:28
5. «Coulda Been You» — 4:25
6. «Visions» — 3:31
7. «Life Story»  — 4:07
8. «Just A Pimp» — 4:12
9. «Trouble Man» — 2:33
10. «Bone 2 Pic (With U)» — 5:19
11. «Man Loves His Money» — 4:11
12. «Love Junkie»  — 4:18
13. «Black Diamonds & Blue Pearls (Interlude)» — 1:35
14. «Heaven Help» — 3:19
15. «Life Story (Jazz Hop Mix)» — 4:16

Бонусные треки
- «Thank You»
- «My Love Will Give You Something»
- «Baby Slow Down»

### Немецкое издание
1. «Without You» (Стоун) — 3:35
2. «Thank You» (Stone) — 0:23

### Английское издание
1. «Freedom (Intro)» — 0:42
2. «No More Rain (In This Cloud)» — 4:42
3. «Everyday» — 3:28
4. «Bone 2 Pic (Wit U)» — 5:19
5. «Life Story» — 4:07
6. «Visions» — 3:31
7. «Coulda Been You» — 4:25
8. «Just a Pimp» — 4:12
9. «Black Diamonds & Blue Pearls (Interlude)» — 1:35
10. «Green Grass Vapors» — 4:14
11. «Baby Slow Down» — 4:09
12. «Love Junkie» — 4:18
13. «Trouble Man» — 2:33
14. «My Lovin' Will Give You Something» — 4:33
15. «Heaven Help» — 3:19
16. «Life Story» (Jazz Hop Mix) — 4:16

| 1. «Freedom (Intro)» — 0:42 2. «No More Rain (In This Cloud)» — 4:42 3. «Everyday» — 3:28 4. «Bone 2 Pic (Wit U)» — 5:19 5. «Life Story» — 4:07 6. «Visions» — 3:31 7. «Coulda Been You» — 4:25 8. «Just a Pimp» — 4:12 9. «Black Diamonds & Blue Pearls (Interlude)» — 1:35 10. «Green Grass Vapors» — 4:14 11. «Baby Slow Down» — 4:09 12. «Love Junkie» — 4:18 13. «Trouble Man» — 2:33 14. «My Lovin' Will Give You Something» — 4:33 15. «Thank You» — 0:23 16. «Heaven Help» — 3:19 17. «Life Story» (Jazz Hop Mix) — 4:16 18. «Without You» — 3:35 | 1. «Freedom (Intro)» — 0:42 2. «No More Rain (In This Cloud)» — 4:42 3. «Everyday» — 3:28 4. «Bone 2 Pic (Wit U)» — 5:19 5. «Life Story» — 4:07 6. «Visions» — 3:31 7. «Coulda Been You» — 4:25 8. «Just a Pimp» — 4:12 9. «Black Diamonds & Blue Pearls (Interlude)» — 1:35 10. «Green Grass Vapors» — 4:14 11. «Baby Slow Down» — 4:09 12. «Love Junkie» — 4:18 13. «Trouble Man» — 2:33 14. «My Lovin' Will Give You Something» — 4:33 15. «Life Story» (Jazz Hop Mix) — 4:16 16. «Without You» — 3:35 |

### Чарты
| Чарт (2000)                           | Наивысшая позиция |
| ------------------------------------- | ----------------- |
| Norwegian Albums Chart                | 38                |
| UK Albums Chart                       | 62                |
| U.S. Billboard 200                    | 46                |
| U.S. Billboard Top R&B/Hip-Hop Albums | 9                 |
| Чарт (2002)                           | Найвысшая позиция |
| Dutch Albums Chart                    | 28                |

| Страна         | Дата                      | Лейбл  |
| -------------- | ------------------------- | ------ |
| Великобритания | 27 сентября 1999          | BMG    |
| США            | 28 сентября 1999          | Arista |
| Германия       | 8 ноября 1999             | Sony   |
| Германия       | 20 марта 2000 (переиздан) | Sony   |
| Канада         | 8 февраля 2000            | Sony   |
| Япония         | 16 февраля 2000           | EMI    |
| Австралия      | 3 июля 2000               | Arista |